# Selyvanivka
Selyvanivka  (ucraniano: Селиванівка) es una localidad del Raión de Podilsk en el Óblast de Odesa de Ucrania. Según el censo de 2001, tiene una población de 222 habitantes.